# Paolo Mauro
Paolo Mauro ist ein Wirtschaftswissenschaftler, der rund 30 Jahre beim Internationalen Währungsfonds gearbeitet hat und die empirische Korruptionsforschung begründet hat.

## Karriere
Mauro erhielt im Jahr 1989 seinen B.A. in Politik, Philosophie und Ökonomie von der Universität Oxford. Er wurde 1994 in Wirtschaftswissenschaften an der Harvard University promoviert. Seine Dissertation trägt den Titel Essays on country risk, asset markets and growth und wurde von Andrei Shleifer, Alberto Alesina und Benjamin Friedman begutachtet.
Im Anschluss arbeitete er beim Internationalen Währungsfonds (IWF). Er war Abteilungsleiter für die Länder der Ostafrikanischen Gemeinschaft, Missionsleiter für Tansania (2012–2014) und Abteilungsleiter in der Abteilung für fiskalische Angelegenheiten, die an IWF-gestützten Programmen in Europa arbeitete (2007–2012). Von Dezember 2014 bis August 2016 war er Senior Fellow am Peterson Institute for International Economics in Washington, D.C. und in dieser Zeit auch Gastprofessor an der Johns Hopkins University Carey Business School. Nach insgesamt rund 30 Jahren beim IWF wurde er Direktor der Abteilung für Economic and Market Research der Internationalen Finanz-Corporation.
Er sitzt im Herausgebergremium des Journal of Development Economics.
Im Jahr 2024 wurde aufgrund der Zahl seiner Zitationen als Kandidat für den Alfred-Nobel-Gedächtnispreis für Wirtschaftswissenschaften in die Clarivate Citation Laureates aufgenommen.

## Forschung
Seine Forschungsgebiete sind Korruption, die Gestaltung von Staatsanleihen, die Konsolidierung von Staatshaushalten sowie Makroökonomie.
Mit seinem als Doktorand verfassten Artikel Corruption and Growth (1995) begründete er das Feld der empirischen Korruptionsforschung. Betreut von Andrei Shleifer nutzte er einen Datensatz der Firma Business International, um zu zeigen, dass Korruption negative Auswirkungen auf das Wirtschaftswachstum hat. In späteren Artikeln replizierte er seine Ergebnisse mit einem alternativen Korruptionsindex und konnte darlegen, dass auch die Bildungsausgaben negativ von Korruption beeinflusst werden. Die von Mauro begründeten internationalen Querschnittsstudien konnten diese negativen Auswirkungen in den Folgejahren gut belegen. Mauro versuchte auch, die Ursachen für die Entstehung von Korruption zu ergründen, und entwickelte ein Modell, in dem es mehrere Gleichgewichtszustände gibt (wenig und viel Korruption), die sich durch selbstverstärkende Prozesse stabilisieren.
Im Jahr 2006 publizierte er mit Nathan Sussman und Yishay Yafeh das Buch Emerging Markets and Financial Globalization: Sovereign Bond Spreads in 1870-1913 and Today. Darin untersuchen sie, inwieweit die Globalisierung der Finanzmärkte für die Häufigkeit und Heftigkeit der Finanzkrisen der 1990er-Jahre in den Schwellenmärkten verantwortlich sind. Dafür verglichen sie diese Periode mit der Zeit von 1870 bis 1913 und sammelten Evidenz dafür, dass damals die Veränderungen an den Märkten stärker von ökonomischen Fundamentaldaten der Länder beeinflusst waren. In den 1990er-Jahren seien die Märkte durch die Tatsache, dass verhältnismäßig wenige große institutionelle Investoren die Finanzmärkte dominieren, stärker vom Herdenverhalten dominiert.
Im Jahr 2011 gab er das Buch Chipping Away at Public Debt heraus, in dem sein Team Gründe des Scheiterns und Erfolgsfaktoren bei der Konsolidierung von Staatshaushalten untersuchte. Neben Einzelfallstudien für die G7-Länder wurden statistische Analysen für alle EU-Mitgliedsstaaten für die vorausgegangenen zwei Jahrzehnte durchgeführt. Sie betonen die Notwendigkeit einer guten Planung. Ambitionierte Pläne waren dabei nicht weniger erfolgreich als weniger ambitionierte. Besonders gute Ergebnisse konnten erzielt werden, wenn das Wirtschaftswachstum überraschend höher ausfiel als gedacht.
Mit Tomas Hellebrandt veröffentlichte er 2016 das Buch World on the Move über die wirtschaftlichen Veränderungen, welche die globalen Einkommensunterschiede zwischen Arm und Reich verringern und die Konsummuster verändern.

## Bücher
- mit Tomas Hellebrandt: World on the Move: Consumption Patterns in a More Equal Global Economy, Columbia University Press, 2016, ISBN 978-0-88132-716-8.
- als Herausgeber: Chipping Away at Public Debt: Sources of Failure and Keys to Success in Fiscal Adjustment. Wiley, 2011, ISBN 978-1-118-04338-7.
- mit Nathan Sussman, Yishay Yafeh: Emerging Markets and Financial Globalization: Sovereign Bond Spreads in 1870–1913 and Today. Oxford University Press, 2006, ISBN 978-0-19-927269-3, doi:10.1093/0199272697.001.0001.